# Lingua proto-basca
La lingua proto-basca (in basco Aitzineuskara) è l'ipotetica forma assunta dalla lingua basca prima della comparsa delle sue prime attestazioni scritte. Poiché l'unico parente conosciuto della lingua basca è l'estinta lingua aquitana, questa proto-lingua è stata sviluppata per mezzo della tecnica conosciuta come ricostruzione interna. In generale, il proto-basco sarebbe stato parlato approssimativamente tra il V secolo a.C. e il I secolo d.C. in un'area estesa dalla Cantabria all'Aquitania.

## Classificazione
Attualmente, il dibattito attorno alla lingua proto-basca verte sul suo rapporto con la lingua aquitana. Infatti, sono state formulate due ipotesi: la prima sostiene che il proto-basco e l'aquitano siano sostanzialmente lo stesso idioma o, al più, due dialetti di una stessa lingua; mentre la seconda ipotesi interpreta la lingua proto-basca e la lingua aquitana come "lingue sorelle" all'interno della famiglia delle lingue vasconiche, entrambe discendenti da un'ipotetica lingua proto-vasconica.

## La ricostruzione
La ricostruzione delle etimologie proto-basche è un lavoro di ricerca effettuato principalmente da Luis Michelena (Fonetica istorica basca), Henri Gavel, Alfonso Irigoyen, ecc., ed al presente per Joseba Lakarra, Joaquin Gorrochategui, Ricardo Gómez, Michel Morvan, ecc. Michelena e Joseba Lakarra propongono differenti stati di lingua. Quello di Michelena rifletterebbe lo stato di lingua precedente alla venuta dei romani, e quello di Lakarra il precedente a quella dei celtici. Il fondamento sono lei iscrizioni aquitaniche, l'onomastica basca (toponimia, antroponimia, idronimia, ecc., nell'area basco-parlante attuale e precedente, la notizia fornita dai dialetti del Labort, Biscaglia, Alava, Guipuscoa, Alta-Navarra, Bassa-Navarra, Sola e Roncal, i testi arcaici, la letteratura basca, i parlari baschi.
In principio, il tipo linguistico protobasco più recente si distinguerebbe per un ordine ND, Nome-dimostrativo, NA, Nome - Aggettivo, delle categorie di nome ed aggettivo poco differenziato, uguale che in basco attuale, ed assenza di genere grammaticale.
Esempi di parole monosillabiche reduplicate alla sinistra in preprotobasco, di Joseba A. Lakarra:
| Preprotobasco          | Basco   | Italiano                            |
| ---------------------- | ------- | ----------------------------------- |
| *da-dar                | adar    | corno                               |
| *da-dats               | adats   | capelli                             |
| *za-zal                | azal    | corteccia                           |
| *de-der                | eder    | bello                               |
| *do-dol                | odol    | sangue                              |
| *go-gor                | gogor   | duro                                |
| *na-nal ( → *anaL )    | ahal    | potere                              |
| *na-nan ( → *anan-tz ) | ahantz- | dimenticare                         |
| *ni-nin ( → *inin-tz ) | ihintz  | rugiada 'piccole gocce di acqua...' |
| *no-nol ( → *onoL )    | ohol    | tavola                              |
| *ze-zen                | zezen   | toro                                |

Esempi protobaschi di Luis Michelena.
| Protobasco | Basco   | Italiano          |
| ---------- | ------- | ----------------- |
| *ardano    | ardo    | vino              |
| *ardi-zani | artzain | pastore           |
| *arrani    | arrain  | pesce             |
| *bene      | mehe    | magro             |
| *bini      | mihi    | lingua (anatomia) |
| *egu-gaitz | ekaitz  | tempesta          |
| *eLana     | elai    | rondine           |
| *eNala     | enara   | rondine           |
| *gaztana   | gazta   | formaggio         |
| *ini       | ihi     | giunco            |
| *organa    | orga    | carro (trasporto) |
| *seni      | sehi    | domestico         |
| *suni      | suhi    | genero            |
| *zini      | zii, zi | ghianda           |